# رونالد فيربيرن
رونالد ويليام دودس فيربيرن (بالإنجليزية: Ronald Fairbairn)‏ عالم إلهيات وفيلسوف وطبيب ومحلل نفسي اسكتلندي وعضو جمعية التحليل النفسي البريطانية. شارك في الحرب العالمية الأولى.
يُعد قيامه بتقديم وجهة النظر البديلة بشأن الرغبة الجنسية، وتفكيره بشأن البحث عن كائن، بدلًا من موقف فرويد الداعي إلى السعي وراء الملذات واحدة من إسهاماته الرئيسية في نموذج التحليل النفسي. خالف النظرية البنائية لفرويد حول ترك المبحث الثاني ببنية داخلية نفسية، حيث أن النقطة الأولوية أن تكون علاقتها مع الكائن مُعتمدة على الرغبة الجنسية والعدوان، وليس محركي الحياة والموت. ويرجع الفضل لفيربيرن تعريفه، بشكل واضح، لآليات اضطراب الشخصية الانعزالية.
في عام 1943، فسر، بشكل جيد، مفهوم القمع الذي يُمارس على الكائنات المنضوية السيئة. وانتهى الأمر فيما يخص عقدة أوديب بأنه نوع من الآثار الجانبية لآليات اضطراب الشخصية الانطوائية والمنعزلة. وفي عام 1958، أدى التركيز على العلاقات الشخصية ونوعيتها الحقيقية إلى تعديل بعض المبادئ التقنية، فلم تُعد تُستخدم الأريكة، التي تُزيل جزءًا من حقيقة علاقة المحلل والمريض وتُفند الجلسة الزمنية المُحددة.

## حياته
وُلد رونالد فيربيرن في البيت الأحمر، كلوني جاردنز في إدنبرة في 1889. كان الابن الوحيد لتوماس فيربيرن، مساح قانوني ورئيس جمعية إدنبرة المعمارية وسيسيليا ليف. تلقى تعليمه في مدرسة قلعة مرشستين وفي جامعة إدنبرة، حيث درس لمدة ثلاث سنوات الدراسات الإغريقية والألوهية، وحصل على الماجستير عام 1911. شارك في الحرب العالمية الأولى في سلاح المهندسين الملكي وخدم تحت قيادة الجنرال إدموند ألنبي في حملة سيناء وفلسطين العسكرية، التي وقعت في مسرح أحداث الشرق الأوسط بين بريطانيا والدولة العثمانية، ثم بعد ذلك في حامية المدفعية الملكية.

## زواجه
تزوج مرتين، كانت الأولى من ماري آن جوردون، التي تُوفيت عام 1952، ثم لاحقًا ماريون فرانسيس آرنشر. كان والدًا لنيكولاس فيربيرن، السياسي البريطاني، الذي وُلد في 24 ديسمبر عام 1933 وتُوفي في 19 فبراير عام 1995.

## أعماله
تشمل أعمال فيربيرن: دراسات التحليل النفسي للشخصية (1952)، ومن الغريزة إلى الذات: أوراق مختارة من دبليو آر دي فيربيرن (1994). يوجد أيضًا سيرة ذاتية كتبها جون ديرج ساذرلاند، هي رحلة فيربيرن إلى الداخل (1989)، وثلاثة كتب من الأوراق التي جُمعت حول عمله: بما في ذلك جيمس غروتشتاين وار بي رينسلي ورحلة فيربيرن إلى الداخل 1994، وسلسلة محررة من الأوراق حول نظرية فيربيرن، ونيل ج. سكولنيك وديفيد إي شارف، وفيربيرن آنذاك والآن (1998)، وتقليد العلاقات بين كلارك وشارف (2014). يوجد عدد من النصوص التي تتعامل مباشرة مع تطبيق نظرية فيربيرن بما في ذلك الشيء السيء لساينفلد 1990، ونص ثان لساينفلد هو النواة الفارغة، ونص بقلم ديفيد كيلاني هو علاج المريض الحدي: تطبيق نظرية العلاقات الموضوعية لفيربيرن في الحالات السريرية 1993، ونص آخر لسيلاني وهو تطبيق لنموذج فيربيرن على العنف المنزلي، ووهم الحب: لماذا تعود المرأة المعنفة إلى المسيء لها (1994)، ونص ثالث لسيلاني حول تطبيق نموذج فيربيرن على علاج اضطرابات الشخصية الشديدة، نظرية فيربيرن للعلاقات الموضوعية في الحالة السريرية (2010).

### دراسات التحليل النفسي للشخصية (1952)
تكمن أهمية عمل فيربين في التحدي المباشر لنموذج فرويد للتحليل النفسي، وباعتباره أصل العديد من المفاهيم الأساسية التي تعد حاليًا جزءًا من نظرية العلاقات الموضوعية. دراسات التحليل النفسي للشخصية هي مجموعة من أوراق فيربيرن عام 1952 نُشرت سابقًا في العديد من مجلات التحليل النفسي، وتتضمن أربع أوراق بحثية تحتوي على معظم مفاهيمه المبتكرة.
يُصنف نموذج فيربيرن على أنه نموذج أو نظرية للتحليل النفسي؛ لأنه يشترك في الافتراض المشترك لجميع نماذج التحليل النفسي التي تعتقد أن المصدر الأساسي للدافع البشري ينشأ في اللاوعي، بالإضافة إلى تقديم تفسيرات لأصول وديناميكيات التحويل وإكراهات التكرار والمقاومة. كان هدفه الطموح للغاية هو استبدال علم النفس الفرويدي بنسخته الخاصة من التحليل النفسي. لم تكن رؤية فيربيرن للنفس البشرية قائمة على الفكرة الفرويدية القائلة بأن الرضيع يفيض بالدوافع البدائية التي تحتاج إلى ترويض، بل بالأحرى أن الرضيع يبحث عن الحب والتعلق العاطفي الذي يمكن أن يمنحه الأمان الذي يحتاجه لاكتشف العالم، آمنًا بمعرفة أن لديه والدين مستعدين لمساعدته في حال غرقه أثناء هذا الاستكشاف. يقدم نموذج فيربيرن نظرية مختلفة للتطور النفسي، ورؤية جديدة تمامًا لبنية الشخصية ودينامياتها، ومصدرًا مختلفًا لأصول علم النفس المرضي، وبذلك نهجًا مختلفًا لعلاج الأفراد المضطربين. يحول نموذج فيربيرن أيضًا التركيز بعيدًا عن القمع (للرغبات الجنسية والعدوانية المحظورة للهوية) والعودة إلى الانفصال كآلية دفاع أساسية تستخدمها النفس البشرية.

لاحظ جرينبيرج وميتشل التغييرات الأساسية التي روج لها فيربيرن:
«في سلسلة من الأوراق البحثية الكثيفة والخصبة التي صدرت خلال أوائل الأربعينيات من القرن الماضي، طور رونالد فيربيرن مفهومًا نظريًا يوفر، جنبًا إلى جنب مع «الطب النفسي بين الأشخاص» لسوليفان، أوضح وأصفى تعبير عن التحول من نموذج محرك/هيكل إلى نموذج علاقة/هيكل».
جرينبيرج وميتشل، 1983:151
نموذج التحليل النفسي الذي يقدمه فرويد هو نموذج محرك/هيكل: يقترح أن البشر يولدون بدوافع بيولوجية فطرية (مثل، الرغبة الجنسية والعدوان) موجودة في الهوية اللاواعية. يسعى الهو عند الرضيع إلى التخلص من توتراته بغض النظر عن الموقف. عندما يظهر دافع التفريغ كسلوك (الضرب، والعض، والتبول، والتغوط) ويتلامس مع مطالب ومحظورات المجتمع، يحدث صراع فوري. يجب أن يظهر هيكل جديد من الهو المتنامي عند الطفل لضمان التعبير عن دوافعه بطرق مقبولة اجتماعيًا. وهكذا فإن الهو اللاواعي (استعارة فرويد عن النطاق الكامل للدوافع البيولوجية القوية) مجبرة على تطوير اتصال بالواقع من خلال ظهور بنية ثانية: الأنا. وهكذا فإن مهمة الأنا هي التوسط بين الهو البدائية والمجتمع. في وقت لاحق من التطور (عن طريق نزاع أوديب)، يستوعب الطفل قيم والديه. تصبح هذه القيم الداخلية الهيكل الداخلي الثالث، والذي يسمى الأنا الأعلى. تنضج هياكل الأنا الافتراضية الثلاثة الهو، والأنا، والأنا الأعلى وتنمو مع الخبرة. افترض فرويد أن كل التطور النفسي يعتمد على بحث الهو عن الرضا، وكبح الأنا لمطالب الهو الأكثر تطرفًا، وضغط الأنا الأعلى على الأنا لاتخاذ خيارات صحيحة أخلاقيًا.

في المقابل، يعتبر نموذج فيربيرن نموذجًا علاقيًا/هيكليًا في افتراضه أن النفس البشرية تطور بنيتها من التجربة الإنسانية الفعلية، وليس من الضغط من الهو، التي يرفض وجودها فيربيرن. بدلًا من ذلك، يقترح أن النفس البشرية تطور هياكل بناءً على أحداث شخصية فعلية. يمكن فهم هياكل الأنا الداخلية للطفل التي تنمو وتنضج على أنها حزم من الذكريات التي تتحد وتشكل تمثيلات داخلية للوالدين والطفل نفسه وعلاقته بوالديه. بالنسبة لفيربيرن، يتطور اللاوعي نتيجة للفشل التعاطفي للوالدين والذي يكون مزعجًا للغاية، ويتعذر على الأنا المركزية المتخلفة للطفل تحملها. إن الوعي بهذه الإخفاقات من شأنه أن يتعارض مع اعتماد الطفل المطلق على والديه، ومعرفة ذلك من شأنه أن يدمر الوهم الضروري بأنه محبوب. في العائلات التي يكون فيها العقاب متكررًا وشديدًا، قد يكون فشل الوالدين كارثيًا لإحساس الطفل المتنامي بذاته. وهذا يعني أن الطفل قد يغمره عدوان الوالدين لدرجة أنه يواجه فقدان إحساسه بذاته. وصف برومبيرج ذلك:
«تحدث الصدمة النفسية في المواقف، بشكل صريح أو بشكل ضمني، بين الأشخاص، إذ لا يمكن الهروب من إبطال الذات (أحيانًا إبادة الذات) أو منعها، والتي لا يوجد أمل في الحماية أو الراحة أو التهدئة منها. إذا كانت التجربة طويلة الأمد، وعنيفة بشكل هجومي، أو إذا كان التطور الذاتي ضعيفًا أو غير ناضج، سيكون مستوى الإثارة العاطفية أكبر من أن يختبر الحدث ذاتيًا ويعطي معنى من خلال المعالجة المعرفية. ... في أقصى حد، التجربة الذاتية هي تجربة فيضان فوضوي ومخيف من التأثيرات التي تهدد بالتغلب على العقل والبقاء النفسي»
برومبيرج 1998،12
لا يعتبر برومبيرج بحسب الاقتباس السابق أن كل الصدمات الشخصية درامية. يتراكم الكثير من الصدمات التنموية تدريجيًا بمرور الوقت. تشمل احتياجات الطفل العاطفية والنمائية الأساسية التحدث إليه والاستماع له واحترامه كشخص ومساعدته عند محاولة القيام بمهام صعبة. يكفي أن يتجاهل الوالد الطفل أو يقلل من قيمته على مدى فترة طويلة من الوقت حتى يفترض الطفل أنه لا قيمة له، لمجرد أنه لا يستحق وقت الوالدين. تسمى هذه الصدمات الصغيرة ولكن اليومية «الصدمة التراكمية» لأنها تقنع الطفل أن لا أحدًا يهتم به. يجب فصل حقيقة الرفض اليومي لاحتياجاته العاطفية. بمرور الوقت، تتحد هذه الأحداث المنفصلة، كل من الأحداث اليومية الصغيرة وتلك الحلقات الحادة التي يتعرض خلالها إحساس الطفل بذاته للخطر، وتصبح هياكل الأنا في العالم الداخلي للفرد. (راجع القسم التالي حول تقسيم الأنا للحصول على شرح مفصل لهذه العملية.) وبالتالي فإن النفس البشرية تكتسب بنية من الصدمات المنقسمة التي، إذا فهمها الطفل، ستدمر علاقة التبعية المطلوبة مع والديه. وبالتالي يجب فصلها وتبقى غير متاحة للأنا المركزية الواعية للفرد. في نموذج فيربيرن، لا يعتبر اللاوعي وراثة بيولوجية للبشرية، إنما هو تجمع من ذكريات الإخفاقات الأبوية والصدمات الشخصية التي تصبح هياكل داخلية، ولبنات أساسية للاوعي البشري (انظر مقالته عام 1943).